# Quo Vadis (1913)
Quo Vadis is een Italiaanse film uit 1913 en een van de vele verfilmingen van de gelijknamige roman. De film, geregisseerd door Enrico Guazzoni, is een spektakelfilm die een belangrijke rol speelt in de filmgeschiedenis. De film duurt twee uur en er werden vijfduizend figuranten ingezet.

## Synopsis
De film speelt in de Romeinse tijd, tijdens de heerschappij van keizer Nero. De christenvervolgingen zijn aan de gang maar een van zijn hoge militairen wordt verliefd op een christelijke vrouw genaamd Lygia. Nadat Nero de grote brand van Rome heeft laten plaatsvinden dreigt Lygia gedood te worden in het Colosseum.